# Echinaster glomeratus
Echinaster glomeratus är en sjöstjärneart som beskrevs av Hubert Lyman Clark 1916. Echinaster glomeratus ingår i släktet Echinaster och familjen krullsjöstjärnor. Inga underarter finns listade i Catalogue of Life.